# 슈바르츠베르크호른
슈바르츠베르크호른(독일어: Schwarzberghorn, 이탈리아어: Corno Nero)은 스위스와 이탈리아의 국경에 위치한 페나인 알프스의 산이다. 정상(3,609m)은 마터탈, 자스탈(둘 다 발레주에 있음) 및 안차강 (피에몬테주에 있음) 계곡과 미샤벨 – 슈트랄호른 산맥의 최남단 지점과 바이스그라트의 북쪽 끝 사이의 삼중점이다.